# Sparrow Lacus
Lo Sparrow Lacus è una struttura geologica della superficie di Titano.